# Prostrepsiceros
Il prostrepsicero (gen. Prostrepsiceros) è un mammifero artiodattilo estinto, appartenente ai bovidi. Visse nel Miocene medio - superiore (circa 15 - 6 milioni di anni fa) e i suoi resti fossili sono stati ritrovati in Europa, Asia Minore e Africa. 

## Descrizione
Questo animale era molto simile a un'attuale gazzella, e il suo peso doveva aggirarsi sui 10 - 15 chilogrammi. Il cranio, dalla volta cranica robusta e corta e dal muso allungato, era dotato di lunghe corna spiralate e divergenti e di una dentatura con molari a corona relativamente alta (mesodonte). Le zampe, come le forme attuali, erano molto allungate.

## Classificazione
Prostrepsiceros fa parte di una radiazione evolutiva di antilopi dalle corna spiralate che, nel corso del Turoliano, invasero la regione mediterranea, che in quel periodo era caratterizzata da un habitat di boschi aperti e praterie. Tra le varie specie di Prostrepsiceros, si ricordano P. rotundicornis, P. zitteli, P. vallesiensis, P. axiosi e P. houtumschindleri. Tra le altre forme simili diffuse nel Turoliano, si ricordano Oioceros, Ouzoceros, Nisidorcas e Samotragus.

## Paleobiologia
I denti di Prostrepsiceros indicano che questo animale poteva nutrirsi di una quantità di materia vegetale, che andava dall'erba alle foglie dure. Le lunghe zampe sottolineano come Prostrepsiceros fosse adattato alla corsa veloce e al salto; questa antilope abitava il sottobosco secco e le pianure boschive.